# Gueorgui Zhúkov
Gueorgui Konstantínovich Zhúkov (en ruso: Гео́ргий Константи́нович Жу́ков; 1 de diciembre de 1896-18 de junio de 1974) fue un político, militar y mariscal de la Unión Soviética. También se desempeñó como Jefe del Estado Mayor General, Ministro de Defensa y fue miembro del Presídium del Partido Comunista de la Unión Soviética (más tarde Politburó). Durante la Segunda Guerra Mundial, supervisó algunas de las victorias más decisivas del Ejército Rojo.
Nacido en una familia campesina muy pobre del centro de Rusia, Zhúkov fue reclutado en el Ejército Imperial Ruso y luchó en la Primera Guerra Mundial. Posteriormente sirvió en el Ejército Rojo durante la Guerra civil rusa. Fue ascendiendo de forma gradual en las filas del ejército, en 1939 recibió el mando de un grupo de ejércitos y ganó una batalla decisiva sobre las fuerzas japonesas en la batalla de Jaljin Gol, por lo que ganó el primero de sus cuatro títulos de Héroe de la Unión Soviética. En febrero de 1941 fue nombrado jefe del Estado Mayor General del Ejército Rojo.
Tras la invasión alemana de la Unión Soviética, perdió su puesto como jefe del estado mayor general. Posteriormente, organizó la defensa de Leningrado, Moscú y Stalingrado. Participó en la planificación de varias ofensivas importantes, incluida la Batalla de Kursk y la Operación Bagration. En 1945, comandó el Primer Frente Bielorruso; con el que participó en la Ofensiva del Vístula-Óder y en la Batalla de Berlín, que resultó en la derrota final de la Alemania nazi y el final de la guerra en Europa. En reconocimiento a su papel en la guerra, fue elegido para aceptar el Instrumento de Rendición Alemán y fue el encargado de dirigir a las tropas durante el Desfile de la Victoria de Moscú de 1945.
Después de la guerra, el éxito y la popularidad de Zhúkov hicieron que Iósif Stalin lo viera como una amenaza potencial. Stalin lo despojó de sus cargos y lo relegó a mandos militares de escasa trascendencia estratégica. Después de la muerte de Stalin en 1953, Zhúkov apoyó a Nikita Jrushchov como líder del país. En 1955, fue nombrado Ministro de Defensa y miembro del Presídium. En 1957, volvió a perder el favor y se vio obligado a retirarse. Nunca volvió a una posición de influencia y murió en 1974. Zhúkov es recordado como uno de los grandes generales rusos y soviéticos de todos los tiempos.

## Familia e infancia
Nació en una familia de campesinos en la pequeña localidad rural de Strelkovka en el uyezd de Maloyaroslavets, Gobernación de Kaluga (actualmente en el óblast de Kaluga, raión de Zhúkov en Rusia).  Su padre fue adoptado de un orfanato por Ana Zhukova; se llamaba Konstantin porque alguien —la abuela de Zhukov, probablemente—, dejó en el umbral de la inclusa una nota así rogándolo.  Konstantin, huérfano a los ocho años, caminó a Moscú y consiguió empleo en la zapatería de Weiss, donde aprendió el oficio.  Eventualmente volvió al pueblo, donde, viudo, fue zapatero y campesino paupérrimo, al igual que su esposa, la antigua viuda Ustinia Artemieva.  Ustinia era acarreadora.
María, la hermana de Zhukov, era un año mayor; su hermano Alexei, tenía cinco menos, pero murió antes de cumplir el año, el mismo año que se derrumbó el techo de la casa de Ana Zhukova.  Konstantin compró al crédito madera y construyó un chamizo, cuyo tejado cubrieron con paja.  La familia, pobrísima, complementaba su dieta pescando.  A los siete años, Zhukov se empleó como adulto, de rastrillador y segador; pasada la siega, entró a la escuela parroquial de Belichkovo en 1903, en un aula de 28 niños.  En 1906 Konstantin fue exiliado de Moscú a Strelkovka, por huelguista.  Ustinia consiguió que su hermano, peletero en Moscú, tomase a Zhukov, de once años, de aprendiz.  Pese a los constantes azotes y larga jornada laboral, trabó amistad con su primo Alexandr, hijo del patrón, quien le prestaba libros y gracias a cuya influencia dos años más tarde Zhukov obtuvo permiso de inscribirse en cursillos nocturnos de una escuela municipal.  En julio de 1915, al anunciarse que sería conscripto, dejó la peletería, con el rango de oficial peletero de segunda.

## Inicios de su carrera

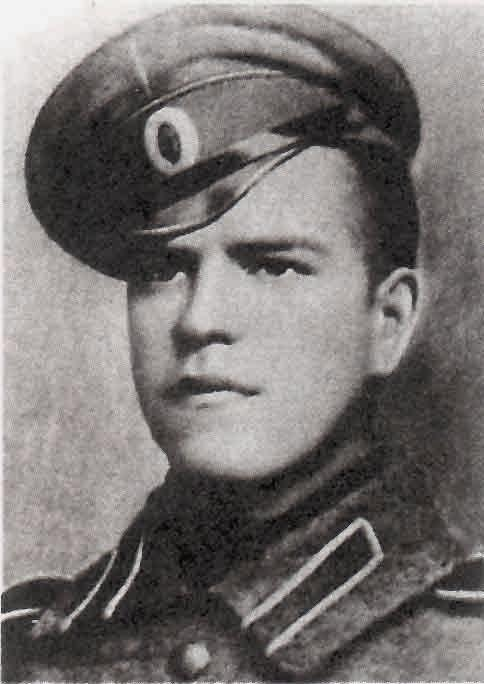
Zhúkov en 1916.

Al ser llamado a filas cuando estalló la Primera Guerra Mundial, fue elegido para la caballería.  Su bautizo de fuego tuvo lugar en Kamenets-Podolsk, y combatió en la Bucovina y Moldavia. Durante la guerra, Zhúkov fue condecorado dos veces con la Orden de San Jorge y ascendido a suboficial. Se unió al Partido Bolchevique tras la Revolución de Octubre, y en el caos entre zaristas (incluyendo gaidamakas ucranianos) , socialistas y nacionalistas ucranianos, debió esconderse por semanas en  y en Balakleia y en Lagueri. Tras recuperarse del tifus, luchó en la guerra civil rusa de 1918 a 1920 y recibió la Orden de la Bandera Roja por reducir una rebelión blanca incitada por campesinos.
En 1923, Zhúkov fue nombrado comandante de un regimiento y, en 1930, de una brigada. Fue un entusiasta postulador de la nueva teoría de la guerra blindada y conocido por su detallada planificación, ruda disciplina y rigor. Sobrevivió a la Gran Purga del Ejército Rojo de Stalin en 1937-39.

## Extremo Oriente
En 1938, Zhúkov se dirigió a asumir el mando del Primer Grupo del Ejército Soviético Mongol y combatió contra el Ejército de Kwantung de Japón en la frontera entre Mongolia y el territorio de Manchukuo, controlado por los japoneses, en una guerra no declarada que duró desde 1938 hasta 1939.

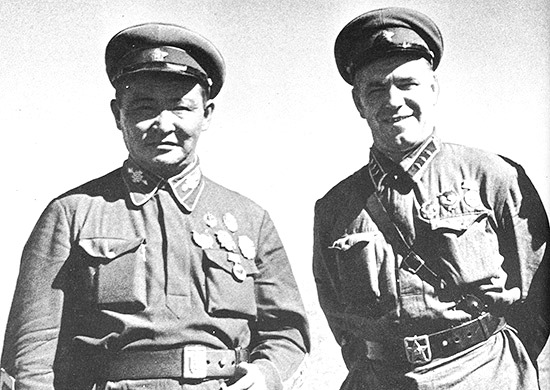
Gueorgui Zhúkov y Horloogiyn Choybalsan durante la batalla de Jaljin Gol, en 1939

Lo que comenzó como una escaramuza fronteriza de rutina —los japoneses pusieron a prueba la resolución de los soviéticos por defender su territorio—, desencadenó rápidamente en una guerra a gran escala: los japoneses hicieron presión con 80 000 soldados, 180 carros de combate y 450 aviones. Esto llevó a la decisiva batalla de Jaljin Gol. Zhúkov solicitó mayores refuerzos y el 15 de agosto de 1939 ordenó lo que parecía en principio un ataque convencional frontal. Sin embargo, Zhúkov había retenido a dos brigadas de tanques que, en una maniobra osada y exitosa, ordenó avanzar alrededor de ambos flancos de la batalla, siguiendo la táctica de «guerra móvil». Apoyado por la artillería motorizada y la infantería, los dos grupos móviles de batalla rodearon al 6.º Ejército japonés y capturaron sus vulnerables áreas de suministro. En pocos días, las tropas japonesas fueron derrotadas y debieron retroceder a sus antiguas posiciones.
Por esta operación, Zhúkov recibió el título de héroe de la Unión Soviética. Fuera de la Unión Soviética, sin embargo, esta batalla sigue siendo poco conocida, ya que en esa época había comenzado la Segunda Guerra Mundial y Stalin (pese a la victoria) no aprobaba que Zhúkov usara tácticas promovidas por el recién purgado mariscal Mijaíl Tujachevski. El uso pionero de Zhúkov de columnas móviles blindadas fue ignorado fuera de la URSS y, en consecuencia, la blitzkrieg alemana llegó como una gran sorpresa en la batalla de Francia, en 1940.
Ascendido a general en 1940, Zhúkov fue por poco tiempo (de enero a julio de 1941) jefe del Estado Mayor del Ejército Rojo. Debido a desacuerdos con Stalin fue reemplazado por el mariscal Borís Sháposhnikov (que fue reemplazado a su vez por Aleksandr Vasilevski en 1942).

## Segunda Guerra Mundial
Tras la invasión alemana de la Unión Soviética en junio de 1941 (Gran Guerra Patria), Zhúkov fue temerario en sus críticas directas de Stalin y otros comandantes, cuestionando las ineficaces medidas defensivas tomadas hasta entonces por el mariscal Semión Budionni, y criticando que este exigiera una «defensa estática» en Kiev y rehusara permiso para que las tropas soviéticas pudieran retirarse de modo ordenado antes de ser cercadas por los alemanes, como sucedió en efecto en el mes de septiembre. Como consecuencia, Zhúkov dimitió del cargo de jefe de Estado Mayor y fue enviado al distrito militar de Leningrado para organizar la defensa de la ciudad. Frenó el avance alemán en las afueras del sur de Leningrado en el otoño de 1941.
En octubre de 1941, cuando los alemanes se acercaban a Moscú, Zhúkov reemplazó a Semión Timoshenko en el mando del frente occidental y fue asignado a dirigir la defensa de la ciudad. Dirigió también la transferencia de tropas desde Extremo Oriente hacia el frente de Moscú, donde una gran parte de las fuerzas terrestres soviéticas estaban estacionadas el día de la invasión de Hitler. Una exitosa contraofensiva soviética a inicios de diciembre de 1941 hizo retroceder a los alemanes, dejando a las tropas de la Wehrmacht fuera del alcance de la capital soviética. La proeza logística de Zhúkov es considerada por algunos su más grande logro militar, precisamente por la dificultad de la tarea; para entonces Zhúkov ya practicaba decididamente las tácticas de «guerra móvil» planteadas por el ejecutado mariscal Mijaíl Tujachevski, las cuales Zhúkov ya había empleado contra los japoneses en 1939.
En 1942, Zhúkov fue ascendido a comandante en jefe asistente y enviado al frente del suroeste para estar a cargo de la defensa de Stalingrado. Bajo el mando total de Aleksandr Vasilevski, organizó a la distancia la captura del 6.º Ejército Alemán en 1942, con el costo de quizá un millón de muertos entre soviéticos y alemanes. Durante la Operación Urano, Zhúkov pasó la mayor parte del tiempo personalmente en los infructuosos ataques en las direcciones de Rzhev, Sychovka y Viazma, conocido como la «Picadora de Carne de Rzhev» (Ржевская мясорубка) que no aportaron ganancias decisivas ni duraderas para los soviéticos. Según Zhúkov, se trataba de una distracción para que los alemanes no pudieran reforzar al VI Ejército; no obstante, reclamó el éxito en Stalingrado como suyo, lo que no le correspondía, ya que el mérito le correspondía al mariscal Aleksandr Vasilevski, planificador y ejecutor de la Operación Urano, y al general Konstantín Rokossovski, provocando que Stalin firmara la orden sobre el comportamiento impropio de Zhúkov:

Contrario a los reclamos de Zhúkov, no tiene ninguna relación con los planes de liquidación del grupo de tropas alemanas de Stalingrado; se sabe que el plan se desarrolló e inició para ser implementado en el invierno de 1942, cuando Zhúkov estaba con otro frente, lejos de Stalingrado.

En enero de 1943, Zhúkov orquestó la primera ruptura del bloqueo alemán de Leningrado para aliviar la presión alemana sobre la ciudad. También fue coordinador de la Stavka en la batalla de Kursk en julio de 1943, jugando un rol central en la planificación de la batalla defensiva soviética y las enormemente exitosas operaciones ofensivas que la siguieron, si bien su papel fue menor en comparación con el de Vasilevski. Kursk representó la primera gran derrota de la blitzkrieg alemana en tiempo de verano, y además tuvo suficientes alcances como para ser considerada una batalla al menos igual de decisiva que la de Stalingrado, lo cual permitió el posterior cruce exitoso del Dniéper en agosto y septiembre del mismo año.
Después del fracaso del mariscal Kliment Voroshílov, levantó con éxito el asedio de Leningrado en enero de 1944. Luego Zhúkov lideró la Operación Bagratión, la masiva contraofensiva soviética del verano de 1944, que finalmente acabó con la mayoría de las fuerzas del Tercer Reich aún ocupando territorio soviético, causando a la Wehrmacht más bajas que en Stalingrado. Para esas fechas, Zhúkov ya disfrutaba de un avanzado prestigio ante Iósif Stalin, y lograba sostener muy bien su opinión en discusiones frente al líder soviético sobre cuestiones de táctica militar. En ello, Zhúkov logró defender sus puntos de vista y no permitió que las consideraciones políticas condicionaran sus estrategias, aunque siempre mantuvo una posición de empatía y no de oposición hacia Stalin.

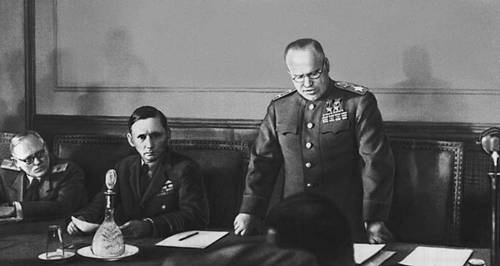
El mariscal Zhúkov leyendo la capitulación alemana. Sentado a su derecha el mariscal del aire Arthur Tedder.

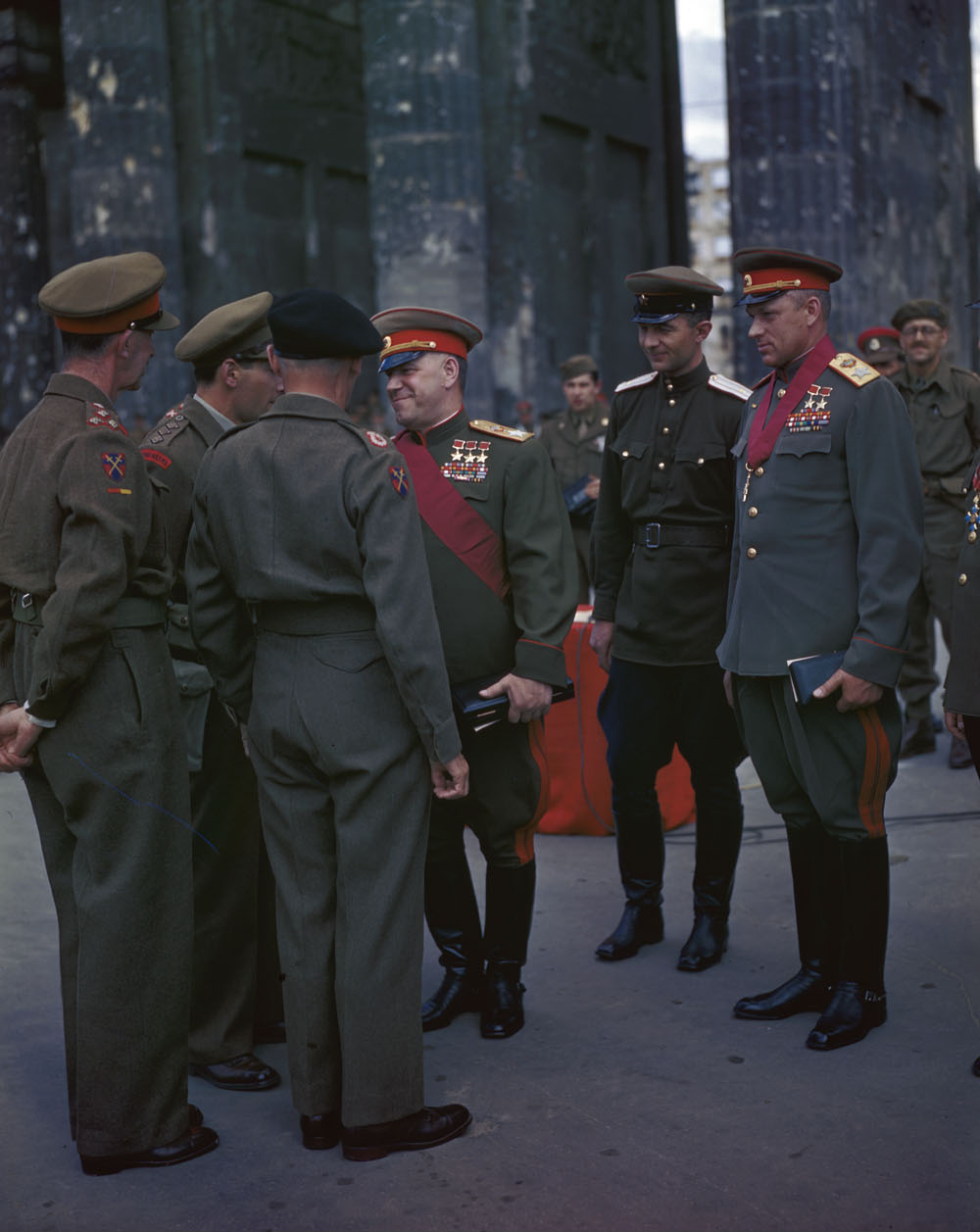
Zhúkov (centro) en Berlín en 1945 hablando con militares británicos. El extremo por la derecha es el mariscal Konstantín Rokossovski.

La Operación Bagratión, dirigida por Zhúkov, fue el punto de partida a partir del cual el Ejército Rojo realizó el asalto final sobre el Ejército alemán en 1945. Zhúkov tuvo a su cargo el 1.º Frente Bielorruso y con él avanzó por el norte de Polonia y entró en Alemania en marzo de 1945. Al mando de esta fuerza, Zhúkov participó decisivamente en la captura de Berlín del 22 de abril al 2 de mayo. La noche del 8 al 9 de mayo de 1945, el mariscal alemán Wilhelm Keitel firmó ante él el acta de rendición oficial de la Alemania nazi.

## Actividad de posguerra
Como el comandante militar soviético más prominente de la guerra, Zhúkov comandó el desfile de la victoria en la Plaza Roja de Moscú en 1945, sobre un simbólico caballo blanco.
El general estadounidense Dwight D. Eisenhower, comandante supremo aliado en el oeste, fue un gran admirador de Zhúkov y ambos viajaron por la Unión Soviética juntos al concluirse la victoria sobre Alemania. Simultáneamente, Zhúkov fue designado como jefe máximo de las tropas de ocupación soviéticas en Alemania, teniendo así a su cargo la administración militar de dichas regiones; en tal función, Zhúkov solicitó formalmente a Stalin que se le permitiera mejorar la alimentación de la población civil alemana a su cargo, reclamando «hacer diferencia entre el nazismo y el pueblo alemán».
Zhúkov fue llamado de nuevo a Moscú a inicios de 1953, aparentemente para ser consultado por Stalin respecto a las operaciones bélicas en Corea, pero nunca recibió misiones ni encargos del líder soviético. Al morir Stalin el 5 de marzo del mismo año, y con la llegada de Nikita Jrushchov al poder, Zhúkov volvió a disfrutar de puestos elevados (llegando a ser ministro de Defensa de la URSS en 1956).
Zhúkov y Stalin tuvieron una relación con altos y bajos. El primero era partidario de un militarismo no necesariamente revolucionario, donde los aspectos militares eran prioritarios ante los ideológicos. Para Stalin eso era inconcebible. A pesar de ello, tuvieron una relación profesional y personal donde sabían valorar los puntos fuertes del otro.

Stalin sabía escuchar. No era ni muchos menos un hombre delante del cual los problemas difíciles no pudieran evocarse, con quien se podía discutir y hasta defender enérgicamente el propio punto de vista. Si algunos afirman lo contrario, yo diré simplemente que sus asertos son falsos.
Zhúkov, sobre Stalin.

Zhúkov participó activamente en el arresto de Beria en 1953 y se adhirió a las posiciones de Jrushchov. Influyó en la rehabilitación de militares comunistas represaliados por Stalin, como los mariscales Mijaíl Tujachevski y Vasili Blücher. También Zhúkov aprovechó su prestigio y liderazgo entre las fuerzas armadas para asegurar la firme lealtad de estas a Jrushchov, en contra de sus opositores como Gueorgui Malenkov y Viacheslav Mólotov. Para entonces, Zhúkov era el máximo comandante en jefe de las fuerzas armadas de tierra, con mando inclusive sobre las fuerzas soviéticas estacionadas en el resto del Pacto de Varsovia.
Zhúkov siempre valoró enormemente el trabajo colectivo liderado por Stalin en la Segunda Guerra Mundial. Zhúkov dijo que Stalin fue un excelente líder de la lucha armada contra el nazismo, que su propia inteligencia e intuición sumada a su saber escuchar hizo de él la persona idónea del mando supremo. Stalin, por su parte, también supo apreciar las magníficas aportaciones y habilidades militares de Zhúkov.

## Últimos años
En 1958, las relaciones de Jruschov con Zhúkov se dañaron, pues el veterano mariscal no compartía la preferencia que Jruschov daba a las armas nucleares en la estrategia de las Fuerzas Armadas Soviéticas. Como resultado, en ese mismo año, aprovechando una visita oficial de Zhúkov a Albania, fue destituido de su cargo por presión de los estalinistas más conservadores, dirigidos por Nikolái Bulganin. Jrushchov no defendió a Zhúkov y así este pasó al retiro a los 62 años de edad.
Tras su retiro, Zhúkov recibió su pensión de las Fuerzas Armadas Soviéticas y empezó a escribir sus memorias, tituladas Memorias y reflexiones (en ruso, Vospominániya i razmyshléniya, Воспоминания и размышления). Cuando en octubre de 1964, Jrushchov fue cesado del Gobierno y reemplazado por Leonid Brézhnev, Zhúkov volvió a la luz pública en un intento del régimen de emplear su imagen para fortalecer su propia posición, pero el veterano mariscal no recibió puestos de importancia.
Tras años de sufrir enfermedades cardíacas, Zhúkov murió de un ataque al corazón el 18 de junio de 1974, y fue incinerado. Las cenizas se hallan depositadas desde entonces en la necrópolis de la Muralla del Kremlin.

## Posible plan de ataque preventivo a la Alemania nazi
De acuerdo con sus memorias (escritas tras la muerte de Stalin, en plena vigencia de la campaña antiestalinista de Nikita Jrushchov), Zhúkov no temía por los efectos que pudiesen causar las fuertes críticas a Stalin y otros comandantes soviéticos tras la invasión alemana de la URSS en 1941. De entre los comandantes soviéticos, él era uno de los pocos que sostenía que la región de Kiev no podría mantenerse bajo control tras ser reconquistada y podía ser perdida por segunda vez frente al Grupo de Ejércitos Sur de la Wehrmacht. Stalin, desatendiendo y desestimando las recomendaciones del general, rehusó evacuar los efectivos militares del área; como resultado de esta decisión, durante la invasión germana de la Unión Soviética más de medio millón de soldados rusos fueron capturados. Zhúkov detuvo el avance de las tropas alemanas del Grupo de Ejércitos Norte al sur de Leningrado durante el otoño de 1941.

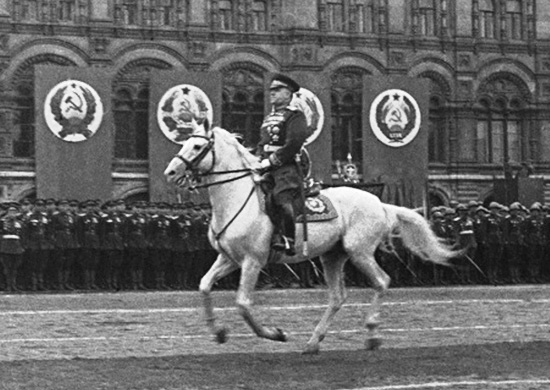
Mariscal Gueorgui Zhúkov durante el desfile de la victoria en la Plaza Roja de Moscú en 1945.

Documentos oficiales han revelado recientemente que Zhúkov y sus colegas planeaban un golpe preventivo al poderío alemán durante el transcurso de 1941, previo a la invasión de la Unión Soviética por el Tercer Reich. Posición fuertemente discutida en el ámbito de los historiadores rusos, fue dada a la luz por primera vez por el Héroe de la Unión Soviética Vladímir Kárpov, quien tuvo acceso a archivos secretos del Gobierno, en uno de sus libros. Kárpov actuó probablemente influido por el deseo de mostrar el genio de Zhúkov, quien en el momento de mayor tensión propuso un ataque por sorpresa al enemigo. Víktor Suvórov ha utilizado el plan para basar su tesis y Mijaíl Meltyujov ha estudiado el trasfondo de la situación, llegando a importantes conclusiones. El memorándum habría sido presentado a Stalin supuestamente por el Comisario del Pueblo de Defensa, Semión Timoshenko, y el entonces Jefe de Estado Mayor Zhúkov.
El documento no se encuentra firmado, pero para la época esto era más una regla que una excepción. Se ha discutido la fecha del mismo y si el plan de ataque preventivo a Alemania fue aprobado por Stalin o si en algún momento este fue presentado siquiera a Stalin. Richard Overy sugiere que el plan fue desarrollado por Zhúkov con la asistencia de Timoshenko, y que fue luego rechazado por Stalin por temor a provocar a la Alemania nazi. Por otro lado, Sokolov, apoyado por Nevezhin y Danílov en su postura, afirma que un general de tal rango no pudo haber desarrollado un plan de ataque preventivo a Alemania sin la sanción oficial de Stalin. Meltyujov también ha señalado las similitudes entre la propuesta de ataque preventivo de mayo de 1941 y los planes soviéticos de 1940.
Estos planes oficiales sugerían un bloqueo a la ofensiva alemana y un rápido contraataque; sin embargo, la fase inicial de defensa contenida en el mismo no fue desarrollada, según comparó Borís Sokolov el plan soviético de contraataque en caso de la agresión final en 1939 con lo sucedido en 1941.

## Promociones
- Kombrig (26 de noviembre de 1935)
- Komdiv (22 de febrero de 1938)
- Komkor (31 de julio de 1939)
- General del Ejército (4 de junio de 1940)
- Mariscal de la Unión Soviética (18 de enero de 1943)[16]

## Condecoraciones
Gueorgui Konstantínovich Zhúkov fue el destinatario de muchas condecoraciones. En particular, fue galardonado con la medalla de oro de Héroe de la Unión Soviética en cuatro ocasiones. Aparte de Zhúkov, solo Leonid Brézhnev fue un receptor en cuatro ocasiones (este último se auto-premió).
Zhúkov fue uno de los tres únicos galardonados con la Orden de la Victoria dos veces. También recibió altos honores de muchos otros países.
Unión Soviética
- Héroe de la Unión Soviética (cuatro veces)
- Orden de Lenin (seis veces)
- Orden de Suvórov de 1.ª Clase (dos veces)
- Orden de la Bandera Roja (tres veces)
- Orden de la Victoria (dos veces)
- Orden de la Revolución de Octubre
- Estrella de Mariscal
- Medalla del 20.º Aniversario del Ejército Rojo de Obreros y Campesinos
- Medalla del 30.º Aniversario de las Fuerzas Armadas de la URSS
- Medalla del 40.º Aniversario de las Fuerzas Armadas de la URSS
- Medalla del 50.º Aniversario de las Fuerzas Armadas de la URSS
- Medalla por la Defensa de Leningrado
- Medalla por la Defensa de Moscú
- Medalla por la Defensa de Stalingrado
- Medalla por la Defensa del Cáucaso
- Medalla por la Conquista de Berlín
- Medalla por la Liberación de Varsovia
- Medalla por la Victoria sobre Alemania en la Gran Guerra Patria 1941-1945
- Medalla Conmemorativa del 20.º Aniversario de la Victoria en la Gran Guerra Patria de 1941-1945
- Medalla Conmemorativa por el Centenario del Natalicio de Lenin
- Espada honoraria de la Unión Soviética
- Medalla Conmemorativa del 250.º Aniversario de Leningrado
- Medalla Conmemorativa del 800.º Aniversario de Moscú
- Orden Militar de San Jorge, 3.ª Clase

República Popular de Mongolia
- Orden de la Bandera Roja, (dos veces)
- Héroe de la República Popular de Mongolia
- Medalla del 30.º Aniversario de la Victoria en Jaljin Gol
- Orden de Süjbaatar
- Medalla del 50.º Aniversario de la República Popular de Mongolia
- Medalla del 50.º Aniversario del Ejército Popular de Mongolia
- Medalla por la Victoria sobre Japón

Checoslovaquia
- Orden del León Blanco 1.ª Clase (Checoslovaquia)
- Orden Militar del León Blanco por la Victoria, 1.ª Clase (Checoslovaquia)
- Cruz de la Guerra de Checoslovaquia (1939 - 1945) (Checoslovaquia)

República Popular de Polonia
- Orden de la Cruz de Grunwald
- Cruz con estrella Grado Comandante de la Orden Polonia Restituta
- Medalla por Varsovia 1939-1945
- Medalla por el Oder, Neisse y el Báltico

República Popular de Bulgaria
- Medalla del 90.° Aniversario del nacimiento de Georiy Dimitrov
- Medalla del 25 Años del Ejército Popular de Bulgaria.

Otros Países
- Estrella Garibaldi (Italia)
- Título Honorario de partisano (Italia)
- Gran Cruz de la Legión de Honor (Francia)
- Cruz de Guerra 1939-1945 (Francia)
- Legión al Mérito, Grado Comandante, Estados Unidos
- Gran Cruz honoraria de la Orden del Baño del Reino Unido
- Medalla de la Amistad Chino-Soviética (República Popular de China)
- Orden de la Libertad (Yugoslavia)
- Gran Cruz 1.ª Clase de la Orden al Mérito (Egipto)
- Orden de la República (República Popular de Tannu Tuvá)